# Bałtów (województwo świętokrzyskie)
Bałtów – wieś w Polsce, położona w województwie świętokrzyskim, w powiecie ostrowieckim, w gminie Bałtów. Siedziba tejże gminy.
Bałtów uzyskał lokację miejską przed 1751 rokiem, zdegradowany przed 1790 rokiem.
W latach 1954–1972 wieś należała i była siedzibą władz gromady Bałtów. W latach 1975–1998 Bałtów położony był w województwie kieleckim.
Przez wieś przełomem płynie rzeka Kamienna, a brzegi doliny obramowane są wapiennymi skałkami. Największą atrakcją turystyczną miejscowości jest Park Jurajski, założony w 2004 r., po odkryciu w Bałtowie skamieniałych tropów dinozaurów.
Wieś jest siedzibą rzymskokatolickiej parafii Matki Bożej Bolesnej.

## Położenie
Bałtów znajduje się około 12 km na północny wschód od Ostrowca Świętokrzyskiego. Leży w dolinie rzeki Kamiennej, na Pogórzu Bałtowskim, które rozciąga się od doliny Kamiennej do rzeki Wolanki.
Charakterystyczne dla krajobrazu Bałtowa są strome zbocza Doliny Kamiennej, z wapiennymi skałkami. W okolicy znajduje się również wiele lessowych wąwozów, których głębokość dochodzi niekiedy do 20 m.
Tereny miejscowości wchodzą w skład Obszaru Chronionego Krajobrazu Doliny Kamiennej z rezerwatami przyrody Modrzewie i Ulów.
| SIMC    | Nazwa       | Rodzaj      |
| ------- | ----------- | ----------- |
| 1018440 | Cegielnia   | część wsi   |
| 0226313 | Glina       | osada leśna |
| 0226320 | Góra        | część wsi   |
| 1018456 | Górki       | część wsi   |
| 1018485 | Krzeszowiec | przysiółek  |
| 1018491 | Na Górze    | osada       |
| 0226336 | Podkościele | część wsi   |
| 0226342 | Ponik       | część wsi   |
| 1018551 | Zamoście    | część wsi   |
| 0226359 | Zarzecze    | część wsi   |

## Historia

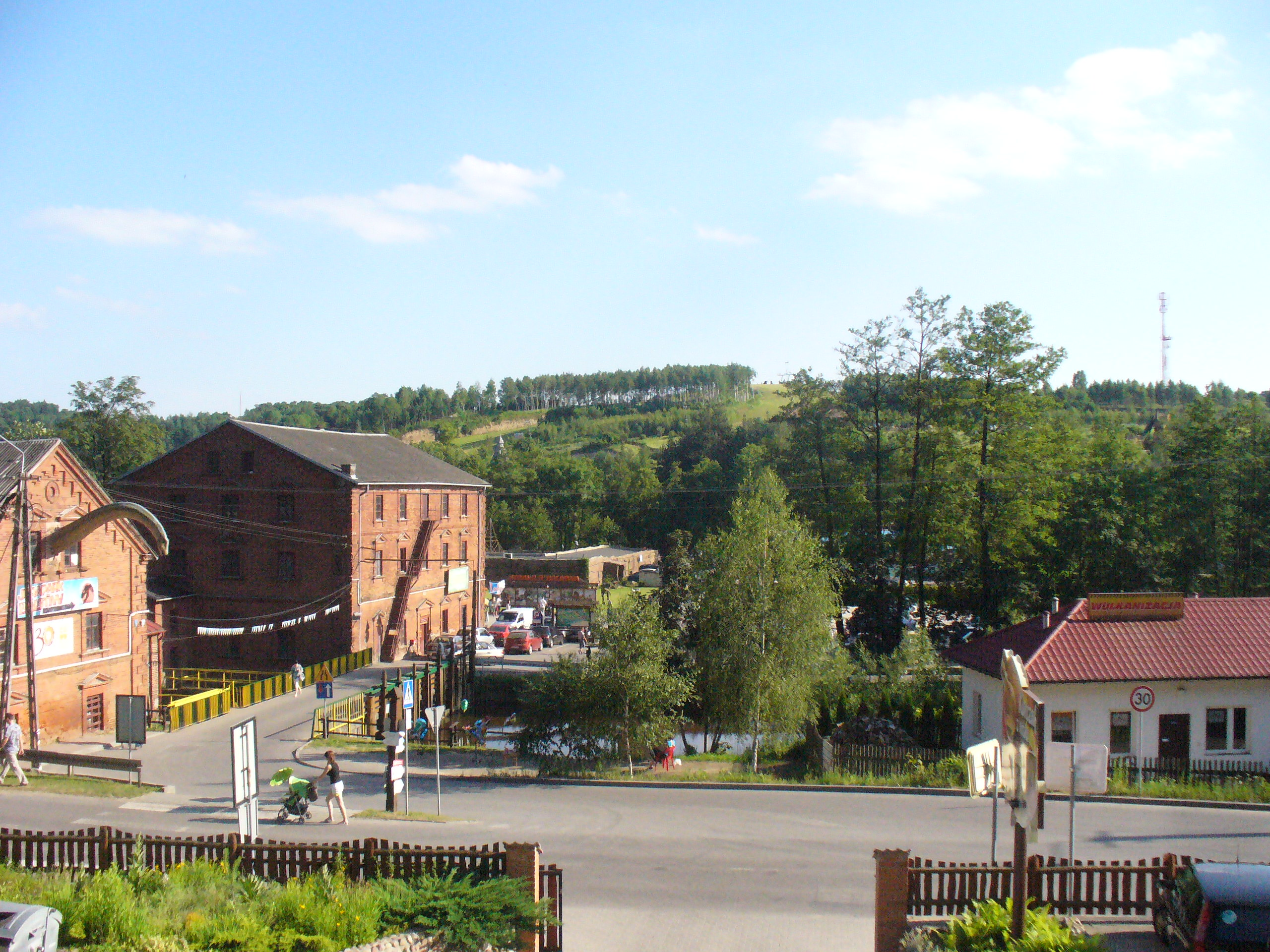
Fragment centrum Bałtowa

Wieś mogła istnieć już w XI wieku. Prawdopodobnie z tego okresu pochodził pierwszy z bałtowskich kościołów pod wezwaniem Świętego Andrzeja.
O Bałtowie wspominał Jan Długosz (u Długosza Baluthow) w swoich kronikach.
Pisze też Długosz o co najmniej 10 garncarzach osiadłych w Bałtowie (Dług., II, 509).
Prywatna wieś szlachecka Bałutów, położona była w drugiej połowie XVI wieku w powiecie radomskim województwa sandomierskiego.
Po Warszu kolejnymi właścicielami wsi byli m.in.: Jan z Kaliszan, Ossolińscy, Krzysztof Krzyżanowski, Paweł Chocimowski, Marcin i Stanisław Chomentowscy oraz hrabia Jacek Małachowski.
W 1828 roku Bałtów nabył książę Franciszek Ksawery Drucki Lubecki. Wieś pozostawała własnością rodu Druckich-Lubeckich herbu Druck do 1864 r. do czasu przeprowadzenia uwłaszczenia chłopów, a resztki majątku do końca II wojny światowej.
Pod koniec XIX wieku książę Aleksander Drucki-Lubecki postanowił wybudować tutaj swoją siedzibę. W latach 1894–1899 powstał pałac. Po II wojnie światowej rodzina Druckich-Lubeckich zmuszona była opuścić Bałtów, a sam majątek został znacjonalizowany. W latach powojennych opuszczony pałac, w którym przez pewien czas mieściła się szkoła rolnicza, uległ dewastacji, szczególnie po 1990 roku z uwagi na ogromne zaniedbania lokalnych władz. W 2014 roku spadkobiercy księcia Aleksandra Druckiego-Lubeckiego odzyskali ostatecznie ruiny pałacu po długoletniej batalii z lokalnym samorządem.

## Zabytki

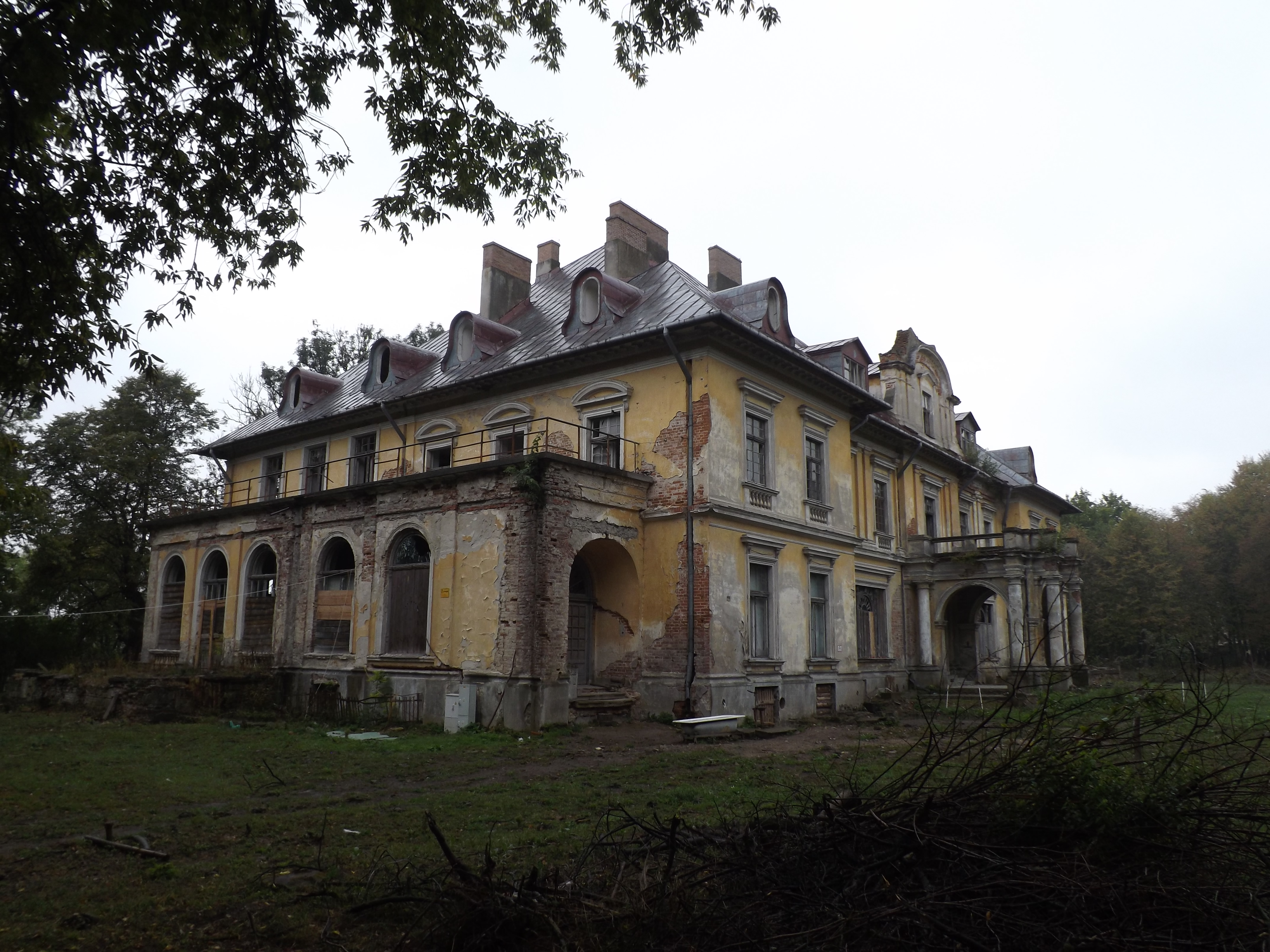
Pałac Druckich-Lubeckich w Bałtowie. Elewacja wsch. i pół.

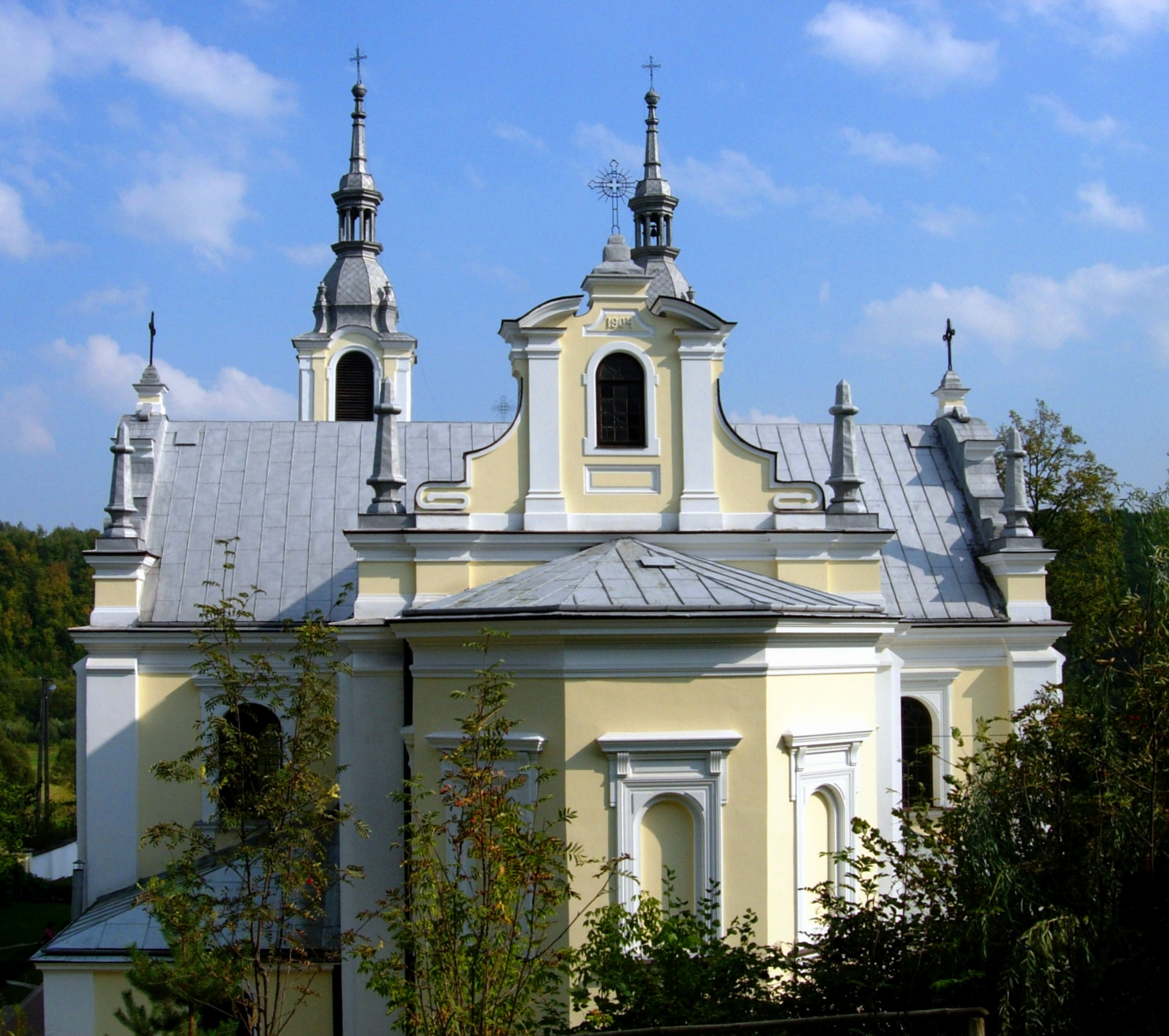
Kościół w Bałtowie

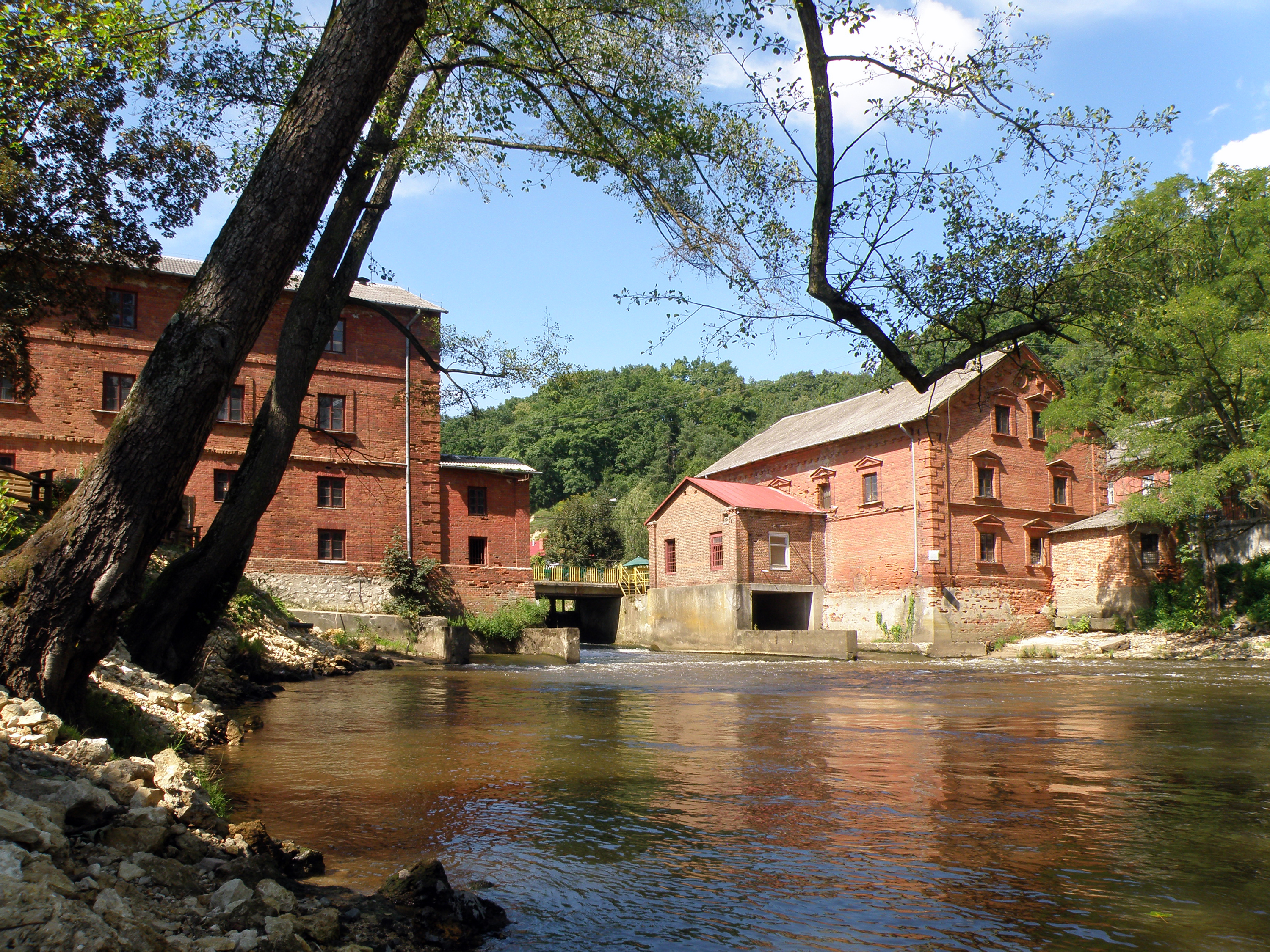
Młyn wodny z XIX wieku

- Klasycystyczny pałac książąt Druckich-Lubeckich z końca XIX w., obecnie zdewastowany i zamknięty dla zwiedzania, otoczony parkiem pochodzącym jeszcze z XVIII wieku, z wieloma drzewami uznanymi za pomniki przyrody. Przed wojną mieszkał w nim książę Aleksander Drucki-Lubecki herbu Druck, potomek księcia Ksawerego Druckiego-Lubeckiego. Po wkroczeniu Armii Czerwonej książę, wraz z całą rodziną, zmuszony był do opuszczenia swego majątku, który następnie został znacjonalizowany. W czasach PRL mieściła się w pałacu szkoła oraz posterunek milicji.

W lipcu 2014 potomkowie z rodziny Druckich – Lubeckich odzyskali pałac wraz z parkiem. Przez lata gmina utrudniała proces odzyskiwania pałacu, nie zabezpieczając jednocześnie jego stanu technicznego, który obecnie jest bardzo zły. Klucze od pałacu odebrała córka ostatniego właściciela, księżna Elżbieta. Obecnie rodzina właścicieli mieszka w Belgii. W planach jest remont pałacu i parku oraz udostępnienie go lokalnej społeczności.
Zespół pałacowo-parkowy został wpisany do rejestru zabytków nieruchomych (nr rej.: A.591/1-3 z 4.10.1956, z 20.12.1957 i z 9.04.1972).
- Kościół pw. Matki Boskiej Bolesnej z 1697, gruntowanie przebudowany na początku XX wieku. Świątynię wzniesiono po pożarze drewnianego kościoła, który według niektórych źródeł mógł pochodzić nawet z XI wieku. W latach 1904–1908 świątynia została przebudowana. Zbiórkę środków na przebudowę rozpoczął już w 1894 r. proboszcz Teofil Banaszkiewicz. Pracami kierował architekt Konstanty Wojciechowski. W czasie przebudowy całkowicie zmieniono układ kościoła. W miejsce dawnego głównego ołtarza, który znajdował się po stronie wschodniej wybito wielkie drzwi. Natomiast w miejscu dawnego wejścia do kościoła wzniesiono prezbiterium z nowym ołtarzem, a także dwie zakrystie i dwie kaplice. Do świątyni po stronie wschodniej dobudowano dwie wieże o wysokości 36,5 m. W wyposażeniu kościoła zachowały się elementy wyposażenia pierwotnej świątyni. M.in. ołtarze boczne, chrzcielnica oraz barokowa ambona. Osobny artykuł: Kościół Matki Bożej Bolesnej w Bałtowie.
- Zrujnowana kaplica z 1786 roku, położona w parku nieopodal pałacu, znajduje się na miejscu dawnego, spalonego kościoła.
- Młyn wodny z 1910 roku (nr rej.: A-4/1-3 z 29.12.2003)[14] na rzece Kamiennej. Młyn pełni dzisiaj funkcję Galerii „Stary Młyn” z pamiątkami oraz rękodziełem miejscowych artystów[15].
- Drewniana kaplica Świętego Jana Nepomucena z XIX w.
- Cmentarz z XIX w. z kaplicą grobową rodu książąt Druckich-Lubeckich

## Bałtowskie dinozaury

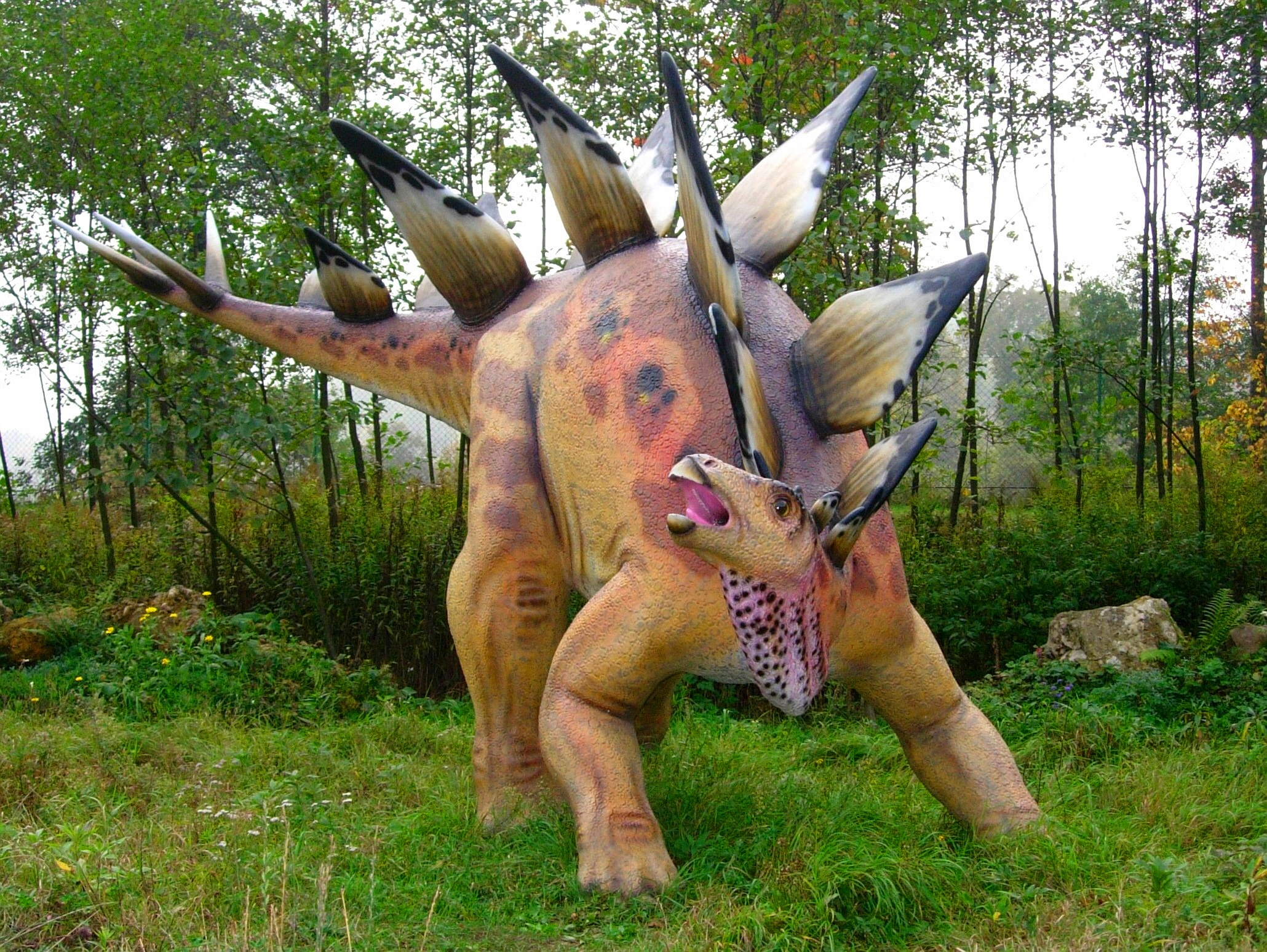
Model stegozaura w Bałtowskim Parku Jurajskim

### Tropy dinozaurów
Tropy dinozaurów w Bałtowie zostały odkryte przez polskiego paleontologa, Gerarda Gierlińskiego.
Pochodzą z okresu jury. Jeden z nich – trop drapieżnego allozaura znajduje się na szczycie skały zwanej Czarcią Stopką.
Nazwa skały związana jest z miejscowymi legendami, które miały tłumaczyć powstanie tego nietypowego śladu. Według jednej z nich diabeł niósł wielki głaz, by zburzyć miejscowy kościół. Nie zdołał jednak dotrzeć na miejsce przed wschodem słońca i upuścił tu kamień, na którym pozostały ślady diabelskich pazurów. Według innej legendy, diabeł założył się z aniołem, że pokona dolinę Kamiennej jednym skokiem. Odbił się od skały tak mocno, że pozostał na nim odcisk jego stopy.
Kolejne tropy dinozaurów, w tym między innymi roślinożernego stegozaura, można zobaczyć w lessowym wąwozie zwanym Żydowskim Jarem, położonym nieopodal bałtowskiego młyna wodnego.

### Park Dinozaurów JuraPark Bałtów

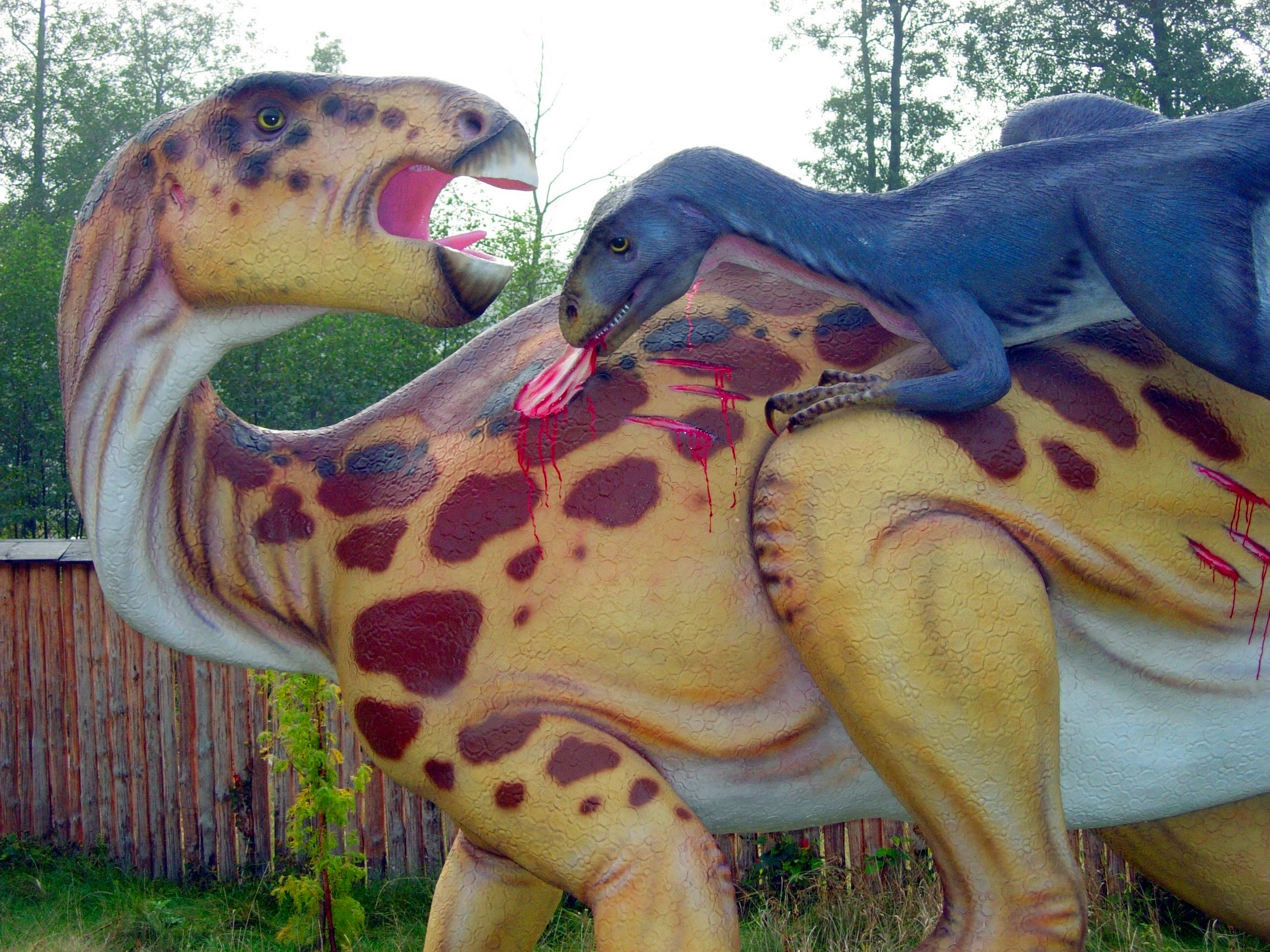
Bałtowski Park Jurajski, atak deinonycha

Park, w którym można obejrzeć m.in. makiety dinozaurów w naturalnych wymiarach. Ścieżki spacerowe podzielone są na odcinki, które reprezentują kolejne epoki geologiczne Ziemi, od kambru, do momentu pojawienia się człowieka w neolicie. W chwili obecnej na terenie parku znajduje się około czterdziestu modeli dinozaurów (największy z nich to mierzący około 26 metrów długości diplodok), z okresu triasu, jury i kredy.
Na terenie parku znajduje się również muzeum, w którym wystawione są skamieniałości z okresu jurajskiego, w tym między innymi tropy dinozaurów, znalezione w innych miejscowościach regionu świętokrzyskiego.
W parku rośnie kilka wollemi.

## Turystyka
Atrakcją Bałtowa jest także spływ rzeką Kamienną. Trasa ma długość około czterech kilometrów, a tratwami kierują flisacy ubrani w regionalne stroje.
W Bałtowie funkcjonują dwie stadniny koni oraz wypożyczalnia kajaków. Na terenie miejscowości wytyczone są trasy spacerowe. Znajduje się tu również punkt widokowy na dolinę rzeki Kamiennej.
Przez wieś przechodzi  niebieski szlak turystyczny im. Stanisława Jeżewskiego z Łysej Góry do Pętkowic i  zielony szlak rowerowy im. Witolda Gombrowicza.
Na terenie JuraParku znajduje się również Stacja Narciarska Szwajcaria Bałtowska – ośrodek narciarski z wyciągiem krzesełkowym, 2 wyciągami orczykowymi, 2 wyciągami dla dzieci i 6 trasami o łącznej długości ok. 4 km. Stok czynny sezonowo.